# Gabriel Pérez Gómez
Gabriel Pérez Gómez (Guadix, Granada, 27 de diciembre de 1951) es un periodista y escritor español. Fue director de Televisión Española en Navarra (1996-2004). Es profesor asociado de Narrativa Audiovisual en la Facultad de Comunicación de la Universidad de Navarra.

## Biografía

### Formación y actividad profesional
Tras licenciarse en Ciencias de la Información en la Universidad de Navarra (1973), defendió su tesis doctoral en la misma Universidad (1987), sobre Elementos de desinformación en TV.
Comenzó su actividad profesional como guionista de Televisión Española, en el programa Buenas Tardes (1973-1974). De allí se trasladó a Málaga, donde trabajó como redactor en el diario El sol de España (1975-1976).
En 1977 se traslada a Pamplona, donde permanece desde entonces. Primero como Redactor-Jefe de El Pensamiento Navarro (1977-1981), y después, por concurso oposición, como redactor del Centro Regional de TVE en Navarra (1982). Allí pasa por diversos cargos: Jefe de Programas (1986), director del Centro Regional (1996-2004).
Presidente de la Asociación de la Prensa de Pamplona (1997-2005).

### Actividad académica
Profesor Asociado de la Facultad de Comunicación de la Universidad de Navarra desde 1986 hasta 2021, donde ha impartido las asignaturas de “Periodismo Audiovisual”, “Narrativa Audiovisual” e “Información para Radio y Televisión”.
También ha dirigido seminarios sobre desinformación en televisión en las facultades de comunicación de Universidad de Columbia, Reno University, Universidad Estatal de Florida y Atlanta State University (septiembre-octubre de 1998), dentro del programa International Visitors del Departamento de Estado.
Premio Nacional de Periodismo del Ministerio de Sanidad (Madrid, 1986)
Casado con Paz d’Ors Lois, es padre de dos hijos: Pablo y Álvaro.

## Obras
- Elementos de Periodismo Audiovisual (Newbook Ediciones, Pamplona, 1998)
- Curso básico de Periodismo Audiovisual (Eunsa, Pamplona, 2003)
- Informar en la e-televisión (Eunsa, Pamplona, 2010).
- La confesión de Joaquín Grau (Editorial Renacimiento, Sevilla, 2019), Colección Espuela de Plata, 346 pp.[8][9]
- Álvaro D'Orsː Sinfonía de una vida (Rialp, Madrid, 2020), 697 pp., 12 pp. de il.[10][11]
- Le pusieron Libertad (Espuela de Plata-Renacimiento, Valencina de la Concepción, Sevilla, 2021) 313 pp.[12][13]
- López Bravo: una biografía (Rialp, Madrid, 2024), 334 pp.[5]
- El affaire Borchgrave (Ediciones Espuela de Plata, Valencina de la Concepción - Sevilla, 2024), 248 pp.[5]
- El involuntario: Un espía alemán en las Brigadas Internacionales (Rialp, Madrid, 2025), 370 pp.[14][15]